# Cratere Cardona
Cardona  è un cratere sulla superficie di Marte.